# Hugues II de Rodez
Pour les articles homonymes, voir Hugues II et Hugues de Rodez.
Hugues II de Rodez, né vers 1135, mort en 1208, fut comte de Rodez, vicomte en partie de Carlat et de Creyssels de 1159 à 1208, vicomte de Lodève jusqu'en 1188. 
Il était fils de Hugues Ier, comte de Rodez et vicomte en partie de Carlat, et d'Ermengarde, vicomtesse de Creissels.

## Biographie
Il succède à son père entre 1154 et 1162 de concert avec son frère Richard II.
En 1188, il cède tous ses droits et prérogatives sur le Lodèvois, pour 60 000 sols melgoriens, à Raymond de Madières, évêque de Lodève. Et ce fut en 1225, sous le pontificat de Pierre IV, évêque, que le roi Louis VIII reconnut aux prélats de la cité le titre de comtes de Lodève et de Montbrun et leur accorda, en même temps, le droit de battre monnaie.
Son frère Richard II meurt après 1195, et il associe son fils Hugues à la gestion du comté. Celui-ci étant mort peu après, c'est un autre fils Guillaume qui est associé, mais celui ci meurt également avant son père, de sorte que c'est son fils illégitime Henri qui lui succède.

## Mariage et enfants
Il épousa une Agnès, qui est peut-être fille de Guillaume VIII comte d'Auvergne, et d'Anne de Nevers, et eut :
- Hugues III († 1196), comte de Rodez associé ;
- Gilbert ;
- Renaud ;
- Bernard ;
- Guillaume († 1208), comte de Rodez associé ;
- une fille, mariée en 1175 avec Guigues-Meschin du Tournel (1145 † 1200), seigneur de Villefort[réf. nécessaire].

Il a eu également une maîtresse, Bertrande d'Amalon, qui donna naissance à :
- Henri Ier (1175 † 1221), comte de Rodez ;
- Marie, mariée à Astorg V d'Aurillac, seigneur de Tinières[réf. nécessaire].